# افسانه زلدا
افسانهٔ زلدا (ژاپنی: ゼルダの伝説 زِ رُدَ نُ دِنْسِتْسُو) یک سری بازی ویدئویی اکشن-ماجراجویی که توسط طراحان بازی ژاپنی شامل شیگرو میاموتو، تاکاشی تزوکا و ایجی آنوما ساخته شده‌است. این سری بازی توسط شرکت ژاپنی نینتندو برای کنسول ان‌ای‌اس ارائه شده‌است.
فروش این سری از زمان انتشار تا سال ۲۰۱۱، بیش از ۶۷ میلیون نسخه بوده‌است.

## تاریخچه و داستان مجموعه
اولین بازی سری، با اسم افسانه زلدا، در ۲۱ فوریه ۱۹۸۶، در ژاپن منتشر شده‌است. این یکی از اولین بازی‌های کنسول جدید ان‌ای‌اس بوده که در ژاپن نام فَمِکُن (ژاپنی:ファミコン) به آن داده بوده‌است. افسانهٔ زلدا (یا فقط زلدا) به شهرت بی‌سابقه و خوشنامی فراگیر دست یافته‌است.
وقایع سری افسانه زلدا در قرون وسطی و سرزمینی به نام هایرول به وقوع می‌پیوندد. ساکنان اصلی این سرزمین موجوداتی با گوش‌های نوک تیز هستند که هیلین (Hylian) خوانده می‌شوند و لینک و زلدا نیز هیلین هستند. این سرزمین بر طبق داستان بازی توسط سه الهه طلایی به نام‌های دین، فاروره و نایرو (Din, Farore, Nayru) ساخته شده‌است. دین جغرافیا و شکل فیزیکی این سرزمین را ساخت، فاروره قوانین فیزیکی برای برپایی این سرزمین را ایجاد کرد و نایرو نیز نژادهای مختلف موجودات و گیاهان و حیوانات را ایجاد کرد. آن‌ها یک شی مقدس به نام تریفورس را نیز برای مردم سرزمین هایرول قرار دادند که امکان برآورده کردن آرزوهای استفاده‌کننده از آن را دارد. این شی خود از سه مثلث طلایی تشکیل شده که هر کدام یکی از ویژگی‌های این سه نفر را در خود دارد: قدرت، شجاعت و دانش. با این وجود به دلیل این که تریفورس از خود عقل و اراده‌ای ندارد، میان استفاده‌کننده خوب و بد تفاوتی قائل نمی‌شود و از این رو آن را در دنیای دیگری که با نام «عالم مقدس» یا «سرزمین طلایی» (Sacred Realm, Golden Lands) قرار دادند تا در نهایت کسی که شایستگی آن را دارد، بدان دست یابد. این سرزمین خود توسط قلب کسانی که از تریفورس استفاده کنند تحت تأثیر قرار می‌گیرد. کسانی که افراد خوبی هستند آن را به مکانی زیبا تبدیل می‌کنند و افراد بد آن را تبدیل به محیطی تاریک می‌کنند.
در داستان عنوان Skyward Sword مشخص می‌شود یک موجود شریر و شیطانی به نام Demise (این لغت در انگلیسی به معنی مردن است) به دنبال تریفورس می‌گردد تا به اهداف شوم خود دست یابد اما در معبد یکی دیگر از الهه‌های این سرزمین به نام هیلیا (Hylia) که محافظ تریفورس است به دام می‌افتد. هیلیا، بعد از این واقعه، هیلین‌ها یعنی ساکنان اصلی هایرول را در جزیره‌ای معلق به نام اسکایلاف (Skyloft) قرار می‌دهد تا هم از آن‌ها مراقبت کند و هم جلوی فرار Demise را بگیرد. سپس او شمشیری را می‌سازد که بعدها Master Sword نام می‌گیرد. این شمشیر برای این است که قهرمان منتخب هیلیا به‌وسیله آن دشمن را شکست دهد. او سپس کاری می‌کند که در طول زمان در قالب افراد مختلف به شکل یک هیلین به دنیا بیاید و از این سرزمین مراقبت کند. در طول زمان فردی به نام زلدا به دنیا می‌آید که در واقع همان هیلیا است که در قالب یکی از ساکنان این سرزمین به دنیا آمده و بعد از آن نیز قهرمانی به نام لینک به کمک زلدا می‌آید و این دو با هم Demise را نابود می‌کنند؛ اما در موقع نابودی، Demise می‌گوید که خشم او سرنوشت همهٔ افراد نسل زلدا و لینک را از بین خواهد برد. بعد از آن هر کسی که از نسل زلدا به دنیا آمد به افتخار او زلدا نام گرفت. این اتفاق برای افراد نسل لینک نیز افتاد. پیشگویی Demise در نهایت به نوعی به حقیقت می‌پیوندد و در عنوان اوکارینای زمان شخصی به نام گانوندورف که شخصیت منفی اصلی این سری محسوب می‌شود، تریفورس کامل را می‌شکند و بخش قدرت آن را از آن خود می‌کند. تریفورس دانایی به دست شاهزاده‌ای به نام زلدا که از نسل همان زلدا است می‌افتد و تریفورس شجاعت نیز به دست جوانی که از نواده‌های لینک است می‌رسد. بعد از این وقایع، اتفاقات مختلفی در طول داستان بازی در طی عناوین مختلف می‌افتد.
با وجود همهٔ این بعضی از عناوین این سری نیز در سرزمین هایرول به وقوع نپیوسته و بعضی از قسمت‌های آن، در دنیاهای موازی این سرزمین با نام ترمینا (Termina) و لورول (Lorule) به وقوع پیوسته‌اند و قسمتی نیز در سرزمین هیتوپیا (Hytopia) که به هایرول متصل است اتفاق افتاده‌است. همچنین قسمتی از یکی از عناوین این سری در جزیره‌ای دور از هایرول با نام کوهولینت (Koholint) اتفاق می‌افتد.

## ترتیب وقوع وقایع سری افسانه زلدا
سری افسانه زلدا یکی از پیچیده‌ترین ترتیب زمانی وقوع اتفاقات را در بازی‌ها دارد. بازی‌های این سری به سبک فیلم‌های کوئنتین تارانتینو مدام زمانشان تغییر می‌کند و به هیچ وجه نمی‌توانید فکر کنید که داستان بازی‌ها به ترتیب انتشارشان جلو می‌رود. داستان این سری با پیچش‌های فراوانی همراه است و از نقطه‌ای به بعد به سه دنیای موازی تقسیم می‌شود که در هر کدام وقایع متفاوتی دنبال می‌شود و در دو تا از آن‌ها لینک موفق شده و در دیگر لینک شکست خورده‌است. به‌طور کلی ترتیب وقایع این سری فوق‌العاده پیچیده‌است. بالاخره در سال ۲۰۱۱ در یکی از کتاب‌هایی که نینتندو برای این بازی منتشر کرد، به همهٔ این حدس و گمان‌ها پایان داد و روند اصلی این سری را منتشر کرد که بعداً به انگلیسی ترجمه شد و همهٔ طرفداران این سری بالاخره متوجه روند وقایع شدند.
وقایع سری در اصل با نسخه Skyward Sword شروع می‌شود. در این نسخه هیلیا در قالب زلدا به دنیا می‌آید و نبرد بزرگ باستانی این سری به وقوع می‌پیوندد. بعد از وقایع این نسخه در دو دوره زمانی با نام‌های دوره آشوب و دوره کامیابی به ترتیب سرزمین مقدس مهر و موم شده و سپس پادشاهی هایرول تشکیل می‌شود. در نسخه The Minish Cap از حضور یک موجود شیطانی قدرتمند با نام Vaati نیز رونمایی شده که در این نسخه شکست می‌خورد. دوباره این شخص در نسخه Four Swords احیا می‌شود و باز هم شکست می‌خورد. بعد از این در وقایع اوکارینای زمان سرزمین مقدس تبدیل به عالم تاریکی می‌شود و گانوندورف تبدیل به پادشاه شیطانی گانون (Ganon) می‌شود. از این نسخه به بعد وقایع به دو گروه تقسیم می‌شوند. در یکی از آن‌ها لینک شکست می‌خورد و در دیگری لینک پیروز می‌شود و گانون شکست می‌خورد. در خط زمانی که لینک شکست می‌خورد، ابتدا نسخه A Link to the Past قرار دارد که در آن گانون احیا شده و سرزمین هایرول رو به زوال است. بعد از این دو نسخه Oracle of Ages و Oracle of Seasons قرار دارد که شخصیت گانون دوباره احیا شده‌است. بعد از این نسخه وقایع Link’s Awakening قرار دارد و پس از آن پادشاهان هایرول از قدرت تریفورس استفاده کرده و گانون شکست می‌خورد. دوباره او در وقایع اولین نسخه The Legend of Zelda احیا می‌شود و بالاخره در نسخه The Adventure of Link جلوی احیا شدن او گرفته می‌شود. در خط داستانی دیگر لینک پیروز می‌شود که این خط داستانی خودش به دو بخش کودکی و بزرگسالی تقسیم می‌شود که در واقع دوران کودکی به زمان گذشته می‌رود. در خط داستانی دوران کودکی ابتدا نسخه Majora’s Mask قرار دارد. بعد از وقایع این نسخه گانوندورف اعدام می‌شود. بعد از آن وقایع پرنسس گرگ‌ومیش تهاجمی با نام تهاجم سایه علیه سرزمین هایرول توسط شخصی به نام Zant انجام می‌شود. بعد از این دوباره در وقایع Four Swords Adventures و Hyrule Adventures گانون و Vaati احیا می‌شوند. از این‌جا به بعد این خط داستانی ادامه نیافته و خط داستانی دیگر مربوط به بزرگسالی می‌شود. در ابتدای این خط داستانی گانوندورف زندانی می‌شود ولی دوباره احیا می‌شود و برای همین سرزمین هایرول با قفلی بسته و سپس دچار سیل می‌شود تا گانوندورف شکست بخورد اما در The Wind Waker او دوباره احیا شده و سپس وقایع داستان تا عنوان Phantom Hourglass پیگیری می‌شود. سپس بعد از این عنوان قاره‌ای جدید کشف شده و پادشاهی هایرول جدید تأسیس می‌شود و در نهایت در عنوان Spirit Tracks یک پادشاه شیطانی به نام Malladus سر و کله‌اش پیدا می‌شود.

## شخصیت‌ها
لینک که در اصل شخصیت مثبت اصلی این سری بازی است، در واقع نام تعدادی از شخصیت‌ها در این سری است که همگی در طول زمان نقش شخصیت اصلی را داشته‌اند و در اصل همگی ویژگی‌های اولین شخصی که لینک نام داشته را دارند و از نسل او هستند. لینک در تمام عناوین این سری لباس سبز می‌پوشد و کلاه نوک تیز بر سر می‌گذارد. در بیش‌تر بازی‌های این سری در ابتدا بازیباز می‌تواند نامی روی لینک بگذارد و در طول بازی شخصیت‌های غیرقابل‌بازی او را با این نام خطاب خواهند کرد. لینک در اکثر بازی‌های این سری شخصیتی چپ دست است به جز دو نسخه Skyward Sword و پرنسس گرگ‌ومیش (نسخه وی)؛ دلیل راست دست بودن او در این بازی‌ها استفاده این بازی از کنترلر حرکتی کنسول وی است و چون اکثر مخاطبان راست دست هستند و سیستم کنترلی بازی باید برای افراد راست دست تنظیم می‌شده، این شخصیت راست دست شده‌است. البته در طول این دو بازی نوع حرکات او شبیه افرادی که دو دست هستند و از هر دو دست به خوبی می‌توانند استفاده کنند به تصویر کشیده می‌شود. در طول زمان به افرادی که لینک نامشان بوده لقب‌های متفاوتی نظیر «قهرمان زمان» و “قهرمان بادهاً اعطا شده‌است. این شخصیت در تمامی عناوین این سری حرفی بر زبان نیاورده و تنها صداهایی نظیر ناله و غرغر کردن از او شنیده شده‌است. دلیل صحبت نکردن او این است که بازیباز بتواند خودش جوابی که لینک می‌دهد را در ذهنش تصور کرده و سازندگان دیالوگ‌های از پیش تعریف شده را به بازیباز ندهند.
پرنسس زلدا، شاهزاده سرزمین هایرول و محافظ تریفورس دانایی محسوب می‌شود. همانند لینک، همهٔ نوادگان پرنسس زلدا نیز وظیفه او را برعهده دارند و نام همه‌شان نیز زلداست. در بیش‌تر عناوین این سری لینک وظیفه دارد که پرنسس زلدا را از دست گانون نجات دهد ولی با این حال در بعضی از عناوین این سری نیز پرنسس زلدا به کمک لینک می‌آید و از قدرت‌های جادویی‌اش برای کمک به او استفاده می‌کند. تا عنوان Spirit Tracks امکان بازی در نقش او در سری اصلی این عنوان وجود نداشت ولی در این عنوان او به صورت یک روح وارد بدن یک شوالیه می‌شود و از این طریق بازیباز می‌تواند او را کنترل کند. به نظر می‌رسد بعضی از افراد نظیر Sheik در بازی اوکارینای زمان و Tetra در The Wind Waker و Phantom Hourglass همان زلدا هستند که در قالبی دیگر درآمده‌اند. در بازی Skyward Sword هم مشخص می‌شود که زلدا در اصل قدرت‌های هیلیا که الهه محافظ تریفروس است را دارد و این قدرت در نسل آن‌ها به‌طور موروثی منتقل می‌شود.
Ganondorf
گانوندورف یا گانون، شخصیت منفی اصلی در بیش‌تر عناوین سری افسانه زلدا به‌شمار می‌رود. او فرمانده گروهی از راهزنان صحرایی است که گرودو (Gerudo) نام دارد. از نظر وضعیت ظاهری او نسبت به سایر شخصیت‌ها به وضوح قد بلندتری دارد. انگیزه‌های او برای کارهایش در بازی‌های مختلف فرق می‌کند ولی به‌طور کلی نقشه اصلی او دزدیدن پرنسس زلدا، تصرف هایرول و سرزمین‌های ماورای آن است. برای رسیدن به این هدف، او به دنبال قطعات تریفورس است. خود او نیز در بیش‌تر بازی‌های این سری تریفورس قدرت را در اختیار دارد. برخلاف زلدا و لینک که در هر نسخه فرد متفاوتی هستند و از نسل همان زلدا و لینک اولیه محسوب می‌شوند، گانوندورف در بیش‌تر عناوین یک شخص است و برخلاف زلدا و لینک، هر نسخه نوادگانش جای او را نمی‌گیرند. شیوه مبارزه با او در هر یک از بازی‌ها متفاوت بوده و استایل مبارزه او در هر عنوان کاملاً تغییر می‌کند. در بازی Skyward Sword مشخص می‌شود که او در اصل روح و قدرت Demise را در خود دارد.

## فهرست بازی‌ها
- افسانهٔ زلدا (ژاپنی: ゼルダの伝説 زِ رُودَ نُ دِنْسِتْسُو «افسانهٔ زلدا»)
- زلدا ۲: ماجرای لینک (ژاپنی: The Legend of Zelda 2 リンクの冒険 زِ رُودَ نِی رینْکُو نَو بَوکِن )
- افسانهٔ زلدا: پیوند به گذشته (ژاپنی: ゼルダの伝説 神々のトライフォース زِ رُودَ نَو دِنْسِتْسُو کَامیِگاَمیَ نَو تُرَیْفَوسُ «افسانهٔ زلدا: سه‌زور خدایان»)
- افسانه زلدا: اوکارینای زمان
- افسانه زلدا: ماسک ماجورا
- افسانه زلدا: پرنسس گرگ‌ومیش
- افسانه زلدا: شمشیر به آسمان برخاسته
- افسانه زلدا: نفس وحش
- افسانه زلدا: اشک پادشاهی